# Падурени (Ђурђу)
Падурени (рум. Pădureni) насеље је у Румунији у округу Ђурђу у општини Бутуруђени. Oпштина се налази на надморској висини од 83 m.

## Становништво
Према подацима из 2002. године у насељу је живело 1603 становника.

### Попис2002.
| Расподела становништва по националности 2002.‍ | Расподела становништва по националности 2002.‍ | Расподела становништва по националности 2002.‍ | Расподела становништва по националности 2002.‍ | Расподела становништва по националности 2002.‍ |
| --------------------------------------------- | --------------------------------------------- | --------------------------------------------- | --------------------------------------------- | --------------------------------------------- |
|                                               |                                               |                                               |                                               |                                               |
| Румуни                                        | Румуни                                        |                                               | 1.439                                         | 89,8%                                         |
| Роми                                          | Роми                                          |                                               | 164                                           | 10,2%                                         |